# Малый настоящий печник
Малый настоящий печник (лат. Furnarius minor) — вид птиц из семейства печниковых. Подвидов не выделяют.

## Распространение
Обитают по берегам Амазонки и на некоторых её крупных притоках на территории Бразилии, Колумбии, Эквадора и Перу.

## Описание
Длина тела 12—13 см, масса 23—29 г. Голова серая с белой полосой за глазом, горло белое. Надхвостье и крылья рыжие. Клюв прямой и длинный. Самцы и самки внешне схожи, оперение молодых особей не описано.

## Биология
Питаются членистоногими и другими беспозвоночными. В кладке четыре яйца.

## Охранный статус
МСОП присвоил виду охранный статус LC.